# Pochette (singolo)
Pochette è un singolo del rapper italiano Gemitaiz, pubblicato il 17 giugno 2022 come secondo estratto dal quarto album in studio Eclissi.
Il brano ha visto la partecipazione del rapper italiano Noyz Narcos.

## Classifiche
| Classifica (2022) | Posizione massima |
| ----------------- | ----------------- |
| Italia            | 23                |